# Corni (Galaţi)
Corni é uma comuna romena localizada no distrito de Galaţi, na região de Moldávia. A comuna possui uma área de 54.08 km² e sua população era de 2366 habitantes segundo o censo de 2007.